# Antonín Pomahač
Antonín Pomahač (* 30. května 1940) je bývalý český fotbalista, útočník.

## Fotbalová kariéra
V československé lize hrál za Spartak Motorlet Praha a ČKD Praha. Nastoupil ve 14 ligových utkáních. Gól v lize nedal.

## Ligová bilance
| Ročník                                   | Zápasy | Góly | Klub                   |
| ---------------------------------------- | ------ | ---- | ---------------------- |
| 1. československá fotbalová liga 1963/64 | 9      | 0    | Spartak Motorlet Praha |
| 1. československá fotbalová liga 1963/64 | 5      | 0    | ČKD Praha              |
| CELKEM 1. liga                           | 14     | 0    |                        |